# Holy Ghost
Singles de White Lies
Strangers
(2011)
Holy Ghost est le troisième single tiré de l'album Ritual du groupe de rock alternatif anglais White Lies, censé sortir le 27 juin 2011. La chanson a été réenregistrée en 2011 pour proposer une version quelque peu différente de l'album.

## Clip vidéo
Le clip vidéo a été tourné dans les environs de Barcelone

## Liste des pistes
- 45 tours en Europe

1. Holy Ghost
2. Holy Ghost (The Bookhouse Boys Remix)